# Andreas Brückner
Andreas Brückner (* 1957 in Berlin) ist ein deutscher Fernsehmoderator. Er ist der Sohn von Margit Schaumäker, der ersten Fernsehansagerin beim Deutschen Fernsehfunk (DFF).
Andreas Brückner studierte von 1978 bis 1982 Journalistik an der Karl-Marx-Universität Leipzig. Das Studium schloss er als Diplom-Journalist ab und wurde Redakteur und Moderator beim DDR-Kinderfernsehen. Brückner moderierte u. a. die Sendung der Pionierorganisation mobil. Daneben übernahm er 1984 die Rolle des Lokführers im TV-Kinderfilm Die Geschichte vom goldenen Taler.
1989 wechselte Andreas Brückner vom Kinderfernsehen zum Politik-Journalismus im Deutschen Fernsehfunk, wo er u. a. das Polit-Magazin controvers moderierte.
1992 bis 2023 arbeitete Andreas Brückner als Nachrichtenredakteur, Reporter und Redakteur beim Mitteldeutschen Rundfunk. Von 2002 bis 2007 moderierte er das MDR-Magazin Umschau. 2021 war er bei MDR Aktuell auch Moderator und Chef vom Dienst.
Brückner lebt mit seiner Frau in Berlin.